# Solist (Kartoffel)
Solist ist eine extrem frühe Kartoffelsorte der Norika (Nordring Kartoffelzucht- und Vermehrungs GmbH). Gegenüber Standardfrühkartoffelsorten ist die Vegetationszeit um 8 bis 10 Tage verkürzt. 
Solist ist überwiegend festkochend (Kochtyp B). Es kommt nur zu einer geringen Verfärbung nach dem Kochen. 
Die Sorte hat eine ausgeprägte Keimruhe, bildet aber in einer zügigen Jugendentwicklung hohe Stauden aus. Vom Bundessortenamt wurde die Sorte im Jahr 1999 zugelassen.
Der Stickstoffbedarf liegt mit rund 130 kg Stickstoff je Hektar im Mittelfeld.